# Гидрос
Гидрос (др.-греч. Ὑδρος, что означает «Вода») бог пресных вод в греческой мифологии.
Гидрос, также известный как Пуруша или Пракити был Первобогом Изначальных Вод и Основой всего Творения. Изначальные Воды стали Божеством, которое правит Изначальными Водами, став первым из всех Водных Богов. В некоторых мифах, Гидрос является первым Божеством и источником Вселенной